# Serres modularitetsförmodan
Inom matematiken är Serres modularitetsförmodan, introducerad av Serre (1975, 1987), baserad på korrespondens under åren 1973–1974 med John Tate, en förmodan som säger att från en udda irreducibel tvådimensionell Galoisrepresentation över en ändlig kropp uppstår från en modulär form. En starkare version av förmodan specificerar vikten och nivån av modulära formen. Förmodan bevisades av Chandrashekhar Khare i fallet med nivå 1 2005 och 2008 lyckades Khare och Jean-Pierre Wintenberger bevisa hela förmodan.

## Formulering
Förmodan handlar om absoluta Galoisgruppen {\displaystyle G_{\mathbb {Q} }} av den rationella talkroppen {\displaystyle \mathbb {Q} }.
Låt {\displaystyle \rho } vara en absolut irreducibel, kontinuerlig tvådimensionell representation av {\displaystyle G_{\mathbb {Q} }} över en ändlig kropp som är udda (vilket betyder att komplex konjugering  har determinant -1)
{\displaystyle F=\mathbb {F} _{\ell ^{r}}}
av karakteristik {\displaystyle \ell },
{\displaystyle \rho :G_{\mathbb {Q} }\rightarrow \mathrm {GL} _{2}(F).\ }
Till en godtycklig normaliserad modulär egenform
{\displaystyle f=q+a_{2}q^{2}+a_{3}q^{3}+\cdots \ }
av nivå {\displaystyle N=N(\rho )}, vikt {\displaystyle k=k(\rho )} och någon Nebentypkaraktär
{\displaystyle \chi :\mathbb {Z} /N\mathbb {Z} \rightarrow F^{*}\ },
relaterar en sats av Shimura, Deligne och Serre-Deligne en representation
{\displaystyle \rho _{f}:G_{\mathbb {Q} }\rightarrow \mathrm {GL} _{2}({\mathcal {O}}),\ }
där {\displaystyle {\mathcal {O}}} är ringen av heltal i en ändlig utvidgning av {\displaystyle \mathbb {Q} _{\ell }}. Denna representation karakterisers av kravet att för alla primtal {\displaystyle p}, relativt prima till {\displaystyle N\ell } har vi
{\displaystyle \operatorname {Trace} (\rho _{f}(\operatorname {Frob} _{p}))=a_{p}\ }
och
{\displaystyle \det(\rho _{f}(\operatorname {Frob} _{p}))=p^{k-1}\chi (p).\ }
Genom att reducera denna representation modulo maximala idealen av {\displaystyle {\mathcal {O}}} ger en mod {\displaystyle \ell } representation {\displaystyle {\overline {\rho _{f}}}} av {\displaystyle G_{\mathbb {Q} }}.
Serres förmodan säger att för alla {\displaystyle \rho } såsom ovan finns det en modulär egenform {\displaystyle f} så att
{\displaystyle {\overline {\rho _{f}}}\cong \rho }.
Nivån och vikten av den förmodade formen {\displaystyle f} beräknas explicit i Serres artikel. Dessutom härleder han flera resultat från denna förmodan, bland annat Fermats stora sats och Taniyama-Shimuras sats.